# Carl-David Hagerbonn
Carl-David Alexander Hagerbonn, född 16 augusti 1975, är en svensk cyklist. Hagerbonn blev svensk mästare i mountainbike, i lagtävlingen.
Efter cykelkarriären har han sadlat om till entreprenör och har grundat smyckesdesignföretaget True & Elegant Movement AB, samt varumärket TREEM. Han är också en av grundarna av SLOWFASHION, en sälj-och-köp-plattform för premium- och lyx-mode.